# Evgeniy Maloletka

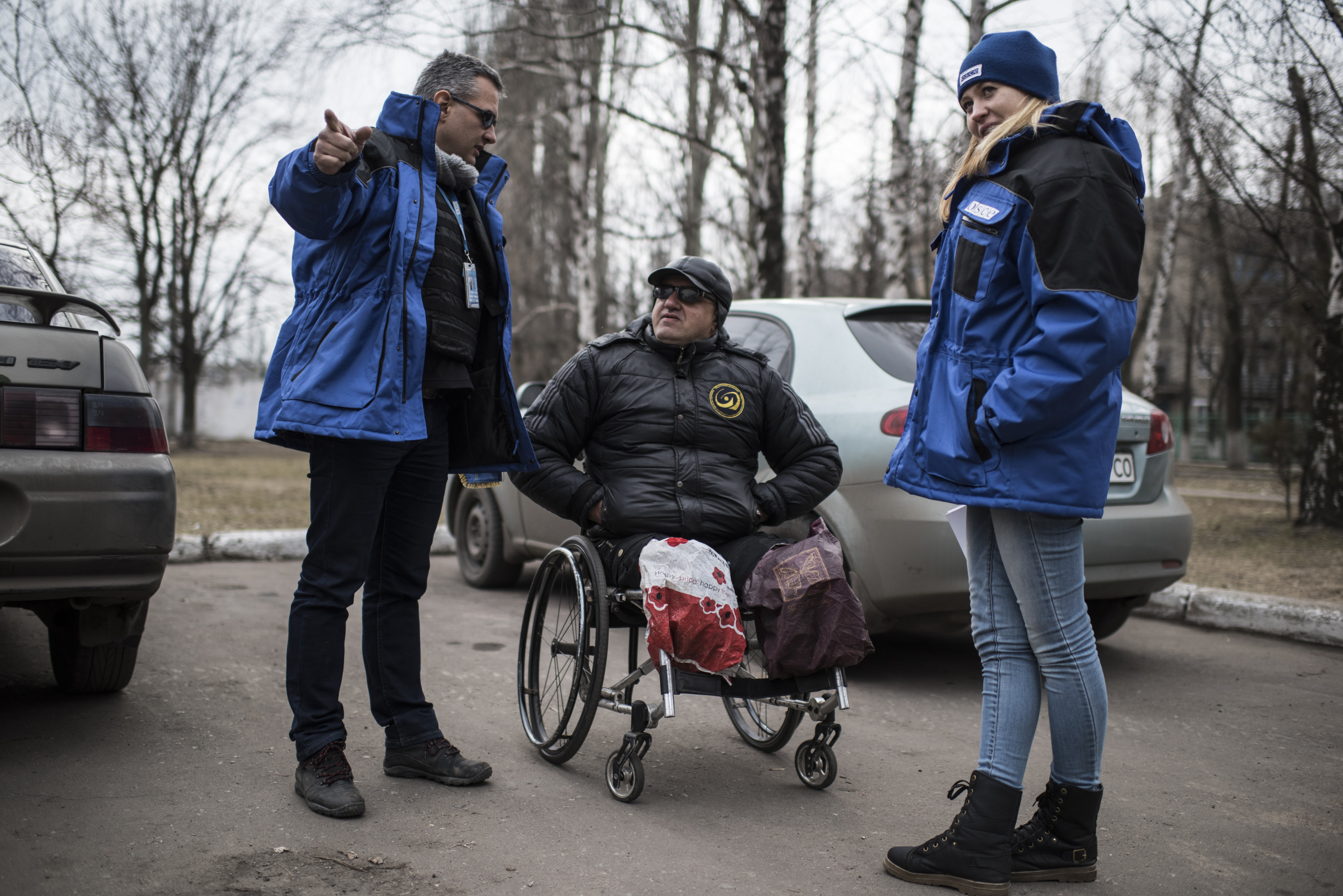
La misión especial de la OSCE monitorea el movimiento de armamento pesado en el este de Ucrania, 2015.

Evgeniy Konstantinovich Maloletka (en ucraniano: Євген Костянтинович Малолєтка, romanizado: Yevhen Kostiantynovych Malolietka, en ruso: Евгений Константинович Малолетка ; Berdiansk, 1 de marzo de 1987) es un periodista y fotógrafo ucraniano. Cubrió el sitio de Mariúpol durante la invasión rusa de Ucrania y, en particular, tomó una fotografía de una mujer herida como resultado del Ataque aéreo al hospital de Mariúpol, que ganó el Premio World Press Photo of the Year. En 2023, ganó dos premios Pulitzer, uno por servicio público, que compartió con Mstyslav Chernov, Vasilisa Stepanenko y Lori Hinnant, y otro Premio Pulitzer: Fotografías de Noticias de Última Hora, compartido con Felipe Dana, Emilio Morenatti, Rodrigo Abd, Nariman El- Mofty, Vadim Ghirda y Bernard Armangue, como parte del equipo de Associated Press para la cobertura de la guerra en Ucrania.

## Biografía
Estudió electrónica en el Instituto Politécnico de Kiev Igor Sikorsky y se graduó en 2010.
En 2009, comenzó como fotógrafo de la Agencia de Información Independiente Ucraniana. Posteriormente, trabajó como autónomo y colaboró con Associated Press, Al Jazeera y Der Spiegel, entre otros.
En 2020-21, Maloletka cubrió la pandemia de COVID-19 en Ucrania. En particular, su fotografía del médico Evhen Venzhynovych fue ampliamente utilizada para publicidad social.
En febrero y marzo de 2022, durante la invasión rusa de Ucrania, el miembro del personal de Associated Press Mstyslav Chernov, la videoproductora Vasilisa Stepanenko y Maloletka, trabajadores independientes que trabajaban para AP, permanecieron en Mariúpol, que estaba rodeada por las tropas rusas, bajo asedio y extensamente bombardeada, mientras que el Ministerio ruso de Asuntos Exteriores y el Ministerio de Defensa afirmaron que Rusia sólo atacaba instalaciones militares. Chernov, Maloletka y Stepanenko estaban entre los pocos periodistas y, según AP, los únicos periodistas internacionales en Mariúpol durante ese período, y sus fotografías fueron ampliamente utilizadas por los medios occidentales para cubrir la situación. Según Chernov, el 11 de marzo se encontraban en un hospital tomando fotografías cuando fueron tomados de la ciudad con la ayuda de soldados ucranianos. Consiguieron escapar ilesos de Mariúpol.
El 20 de enero de 2023 tuvo lugar en el Festival de Cine de Sundance el estreno del documental 20 días en Mariúpol, basado en las fotografías tomadas por el equipo de fotoperiodistas.El Comité Ucraniano de los Óscar nominó la película para la 96ª edición de los Premios Óscar en la categoría "mejor película internacional". El largometraje ganó el premio BAFTA 2023 en la categoría "mejor documental". La película se incluyó en largas listas de premios Óscar y ganó en la categoría de mejor largometraje documental.

## Premios
- 2022: Premio Knight Internacional de Periodismo, con Chernov y Vasilisa Stepanenko, por su trabajo en Mariupol [16]
- 2022: Premio Visa d'Or [17]
- 2023: Ganador regional, World Press Photo, categoría serie de fotografías [18][19]
- 2023: World Press Photo del año, Fundación World Press Photo [20]
- 2023: Premio Pulitzer al Servicio Público (compartido con Mstyslav Chernov, Vasilisa Stepanenko y Lori Hinnant ).[3]
- 2023: Premio Pulitzer de fotografía de noticias de última hora (compartido con Bernat Armangue, Emilio Morenatti, Felipe Dana, Nariman El-Mofty, Rodrigo Abd y Vadim Ghirda ).[3]